# Fritz Nordén
Fritz Olof Nordén, född 13 mars 1917, död 12 maj 2003 i Tågarp, var en svensk lantbrukare och företagsledare, känd för sitt arbete med fröföretaget W. Weibull AB och sina moderna jordbruk i Skåne.
Han utbildade sig till lantmästare och började arbeta på Weibulls 1941, samma år som han gifte sig med Ingrid Weibull. Nordén utvecklade fröodling, introducerade nya metoder och bidrog till företagets internationella expansion, bland annat till Brasilien. Där han bidrog till införandet av sojan till Brasilien.
Han drev flera stora jordbruk, däribland Flygeltofta, och gjorde det till en av Sveriges största jordbruk. Han valdes in i Kungliga Skogs- och Lantbruksakademien 1967 och arbetade även internationellt för Världsbanken.